# Donald Scott
Donald E. "Don" Scott, född 23 juli 1928 i Derby, död 13 februari 2013 i Derby, var en brittisk boxare.
Scott blev olympisk silvermedaljör i lätt tungvikt i boxning vid sommarspelen 1948 i London.